# 盧克·麥克林
盧克·麥克林（義大利語：Luke McLean；1987年6月29日—）是一位意大利橄欖球運動員。他是意大利國家橄欖球隊的一員，代表意大利參加了2015年世界盃橄欖球賽。